# Jean Dupuy (motonautisme)
Pour les articles homonymes, voir Jean Dupuy et Dupuy.

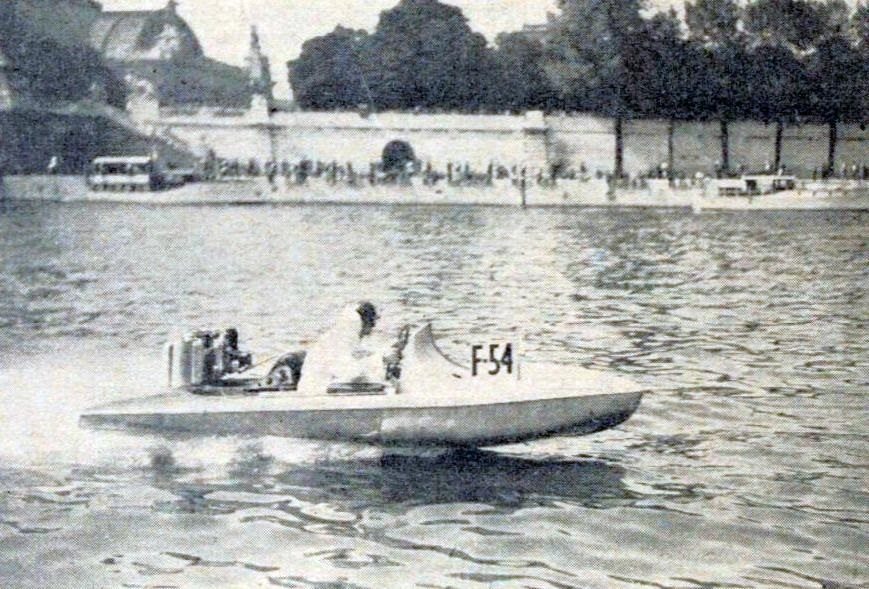
Jean Dupuy au Meeting international de France 1934, à Paris.

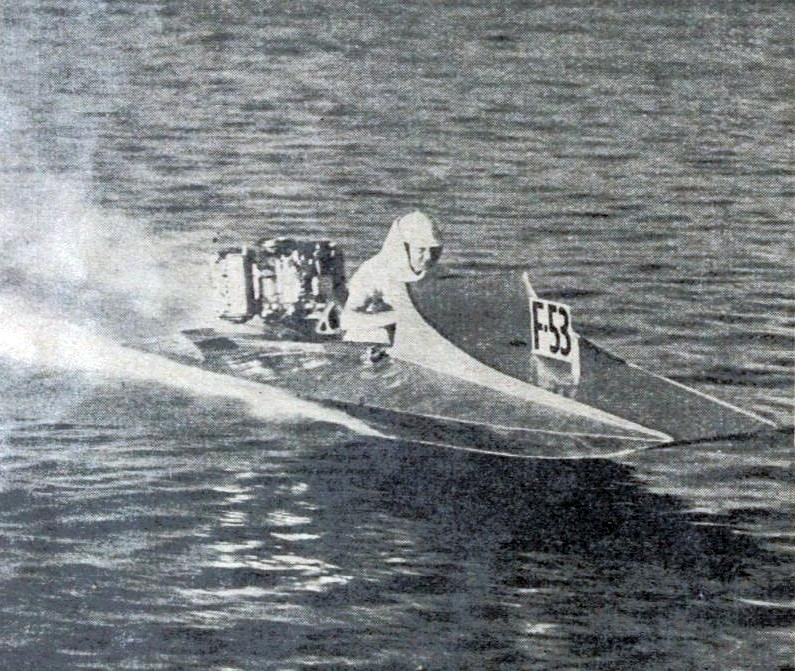
Jean Dupuy Champion d'Europe en 1934, à Bilbao.

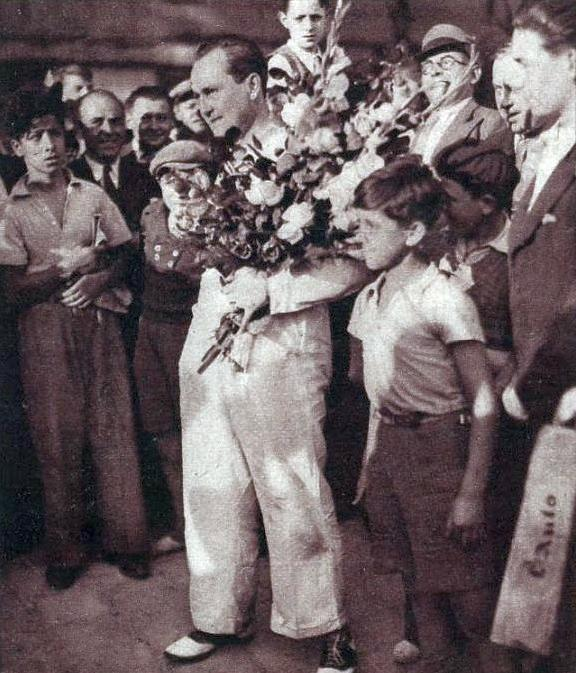
Jean Dupuy vainqueur pour la seconde fois du 'Spreckels Trophée', en juillet 1937.

Jean Paul Wilfried Dupuy, né à Paris (XVIe arrondissement) le 23 août 1909 et mort à Malaga en Espagne le 22 novembre 1975, est un pilote de courses motonautiques français des années 1930.

## Biographie
Jean Dupuy est le fils de Paul Dupuy, patron de presse, député puis sénateur, et de son épouse, Hélène Browne.
Après des études à la Faculté de Droit de Paris, il est administrateur des sociétés du groupe de presse familial, Excelsior publications. 
Dans les années 1930, il participe à de nombreuses compétitions motonautiques et détint plusieurs records du monde de vitesse sur hors-bord : en particulier, il détient de 1934 à 1955 le record du monde de vitesse sur hors-bord, classe illimitée.
Ses Excelsior II et Soriano-Pedroso (ce dernier de 220 kilogrammes, à moteur aluminium 6 cylindres 1 L, double compresseur Roots de 105-110 ch à 5 500 tr/min, et deux hélices en tandem tournant en sens contraire), immatriculés F-53 et F-54, lui apportèrent la majorité de ses nombreux succès. Dupuy s'inscrivit dans la lignée de pilotes concepteurs (coques et moteurs), tels le marquis espagnol Soriano de Ivanrey.
Son cousin Philippe Dupuy fut également un pilote de hors bord en compétition, ainsi qu'un pilote d'avion. Jean avait pour frère Jacques Dupuy, le vainqueur du Critérium Paris-Nice 1933 sur Bugatti Type 55 2.3L. cabriolet supersport. 
Leur père Paul, compétiteur cycliste et automobiliste de la première heure, ainsi que directeur de presse, avait été -entre autres- le créateur et directeur du Miroir des sports en 1920.
Philippe se tue à 22 ans dans un accident de moto le 12 août 1934 à Cannes, après avoir participé aux meetings motonautiques d'Herblay et du bois de Boulogne la même année.

## Palmarès
- 1933 (juin) Coupe Lord Wakefield, au Concours international motonautique du lac de Garde, sur 18 kilomètres[9];
- 1933 (juillet) Meeting international de France du Yacht Moteur Club de France, sur la Seine à Paris avec l'Excelsior II (hors-bords de classe X 'no limits', sur un parcours de 25 kilomètres entre les ponts de La Concorde et de Mirabeau, en passant par celui d'Alexandre III)[10];
- 1933 (août) participation à la Coupe Jacques Menier du Meeting international de Bayonne[11];
- 1934 (juillet) participation au meeting  de la Fête nautique du bois de Boulogne[12];
- 1934 (juillet) Meeting international de France du Yachting automobile, sur la Seine à Paris avec le Soriano-Pedroso (hors-bords de classe X 'no limits', sur un parcours de 25 kilomètres)[13],[14];
- 1934 (juillet) Meeting international du bassin d'Herblay (Coupe de S.A.I. le Prince Dimitri, le lendemain du précédent item, toujours en classe X; également deuxième de la Coupe  du Marquis Soriano de Ivanrey le lendemain);
- 1934 (septembre): Champion d'Europe à Bilbao, notamment en battant le champion en titre, l'espagnol Galdiz[15], en raflant au passage la Coupe du Ministre de la Marine espagnole[16];
- 1934: participation au Meeting de Floride (à Miami);
- 1934 (octobre) : record du monde du mille, à 104.954 km/h de moyenne (classe X, entre les ponts de Suresnes et de Saint-Cloud, à Paris)[17];
- 1935 (juillet) premier Spreckels Trophée du Yacht Moteur Club de France et du Petit Parisien, sur la Seine à Paris (course internationale de 2 heures du pont Louis-Philippe au pont du Carrousel -1500 mètres en boucles, 41 pour le premier-, deuxième Raymond Sommer et troisième Louis Chiron[18]);
- 1936 (avril) record du monde de vitesse pure classe X sur la Seine à Suresnes, à 119.718 km/h, à sa seconde tentative en un mois (record des 111.653 km/h de l'Américain Coleman battu)[19];
- 1936 (juillet): participation au deuxième Spreckels Trophée (sur Seine à Paris), de la pointe de l'île Saint-Louis au pont du Carrousel (vainqueur Georges Monneret, sur un hors-bord de fabrication Jean Dupuy)[20].
- 1936 (juillet) record du monde de l'heure classe X, avec 83.511 kilomètres parcourus sur le lac Léman[21];
- 1937 (avril) Prix du Country Club et Prix de la Méditerranée lors du Meeting international de Monaco, deuxième au classement général de ce dernier derrière Guy de Polignac[22];
- 1937: qualification en juin sur le plan d'eau du bassin d'Herblay (co-victorieux avec Guy de Polignac) pour le troisième Spreckels Trophée[23], puis deuxième victoire dans celui-ci en juillet, sur un parcours parisien de 3000 mètres entre les ponts d'Arcole et du Carrousel, après une longue empoignade avec l'Américain Marshall Eldredge[24];
- 1937 (juin) victoire entre-temps au Meeting du Yacht Moteur Club de France organisé entre les ponts de la Concorde et de Passy sur 20 kilomètres, pour classe X (devant l'Exposition de Paris)[25];
- 1937 (octobre): victoire au Gala nautique du Yacht Moteur Club de France de clôture de saison en classe X, au pied de la Tour Eiffel et de l'Exposition 1937[26];
- 1938 (avril): victoire au Grand Prix de la ville de Monaco, pour classe X, en gagnant deux de ses trois manches, notamment devant l'italien Romani[27];
- 1938 (octobre) tentative contre le record du monde de vitesse pure classe X sur le bassin de Suresnes, contre les 125.710 km/h de l'Américain Bedford Davie. Échec, bien qu'ayant accompli 124.137 km/h à l'entrainement[28];
- 1939 (mai) record du monde de vitesse pure classe X sur la Seine, bassin de Suresnes, à 127.208 km/h (précédent record de l'Américain Bedford Davis, avec 125.720 km/h)[29];
- 1939 (août): victoire au Meeting international du lac de Starnberg, en Bavière[30].

### Pages connexes
- Excelsior Publications